# Ras Gharib
Ras Gharib in arabo رأس غارب‎? è uno dei più importanti porti dell'Egitto nel Mar Rosso.
Si trova sulla sponda occidentale del Golfo di Suez a circa 180 km a sud di Suez. È il più importante porto Egiziano, dopo Suez, per il caricamento del greggio. Il porto è equipaggiato con tre piloni in mare per le operazioni di carico. È gestito dalla società egiziana General Petroleum Corporation.